# 13928 Aaronrogers
13928 Aaronrogers è un asteroide della fascia principale. Scoperto nel 1987, presenta un'orbita caratterizzata da un semiasse maggiore pari a 2,3325391 au e da un'eccentricità di 0,2414212, inclinata di 4,12368° rispetto all'eclittica.
L'asteroide è dedicato al matematico britannico Aaron Rogers.